# どうどす探検隊
どうどす探検隊（どうどすたんけいたい）は、関西テレビ京都チャンネルのテレビ番組（CS726）
- 2006年6月2日より2006年11月3日までの第6回で終了。月1回、月初に新作を放送していた。
- 京都!ちゃちゃちゃっのスピンオフ番組の一つである。
- 2009年4月27日に製作放送局の放送終了となる。

## 内容

### 出演者
- 毛利八郎（関西テレビ放送アナウンサー）
- 間瀬りさ

### 概要
京都の街を、毛利八郎・間瀬りさの親子以上に年の違う凸凹コンビがテーマに沿って紹介。硬いアナウンサー毛利八郎を破天荒が売りの間瀬りさが翻弄する様が面白さを呼んでいる。

### 放送内容
- 第1回　学（がく　まなぶ）　2006年6月2日　京都駅･岡崎･川原町・嵐山周辺
  - 第1回は「学」年の差のある凸凹コンビがなにをやるか。ちょい悪親父に、占いに、幕末の歴史に触れ、京都の魅力あるスポットを紹介。
    - 京都駅→平安神宮→嵐山時雨殿→京福電鉄嵐山駅足湯→川原町二条「幾松」→川原町三条「衣」→三条占いスポット
- 第2回　癒（いやし）　2006年7月7日　烏丸から、出町柳・北白川周辺
  - 「癒」をテーマに間瀬りさが連れて行ったのは・・・。
    - 鴨川東川原→川原町二条「善導寺」→岡崎「京都動物園」→百万遍「井上書店」→喫茶「進々堂」→北白川ラジウム温泉
- 第3回　涼（りょう）　2006年8月4日　貴船・三千院周辺
  - 夏の暑い盛りに「涼」を求めて貴船へ、川床や貴船神社へお参りも。三千院ではそれぞれにお土産も。三回続けて雨にたたられる。
    - 出町柳→貴船　料亭旅館「ひろ文」→貴船神社→大原「宝泉院」→毛利「和紙の店　もとしろ」、間瀬「藍の館」
- 第4回　源（みなもと）　2006年9月1日　宇治周辺
  - 宇治周辺で日本の「源」を探す。4度目の正直で、今回は晴天であった。初の夜までのロケとなる。
    - 宇治橋→宇治商店街→宇治観光案内所（JR宇治駅前）→丸久小山園→黄檗「万福寺」→宇治商店街「宇治茶資料館」（三星園上林三入本店、内）→花やしき浮き舟園→宇治川の鵜飼→塔の島
- 第5回　芸（げい）　2006年10月1日　太秦周辺
  - 日本のハリウッドと呼ばれた京都で「芸」について探す。
    - 車折神社→大栄商店街→東映映画村→大栄商店街「カフェレストラン　アララ」
- 第6回　感（かん）　2006年11月3日　高雄周辺
  - 高雄で京都の秋を体感する。
    - 高雄→神護寺→「かわらげ」を体験→高雄パークウエイ→高雄「料理旅館　もみじ家別館」。

番組終了間際で一旦終了を宣言。継続する事を約束して終了。
- なお、CS局の関西テレビ･京都チャンネルは2009年4月に放送終了した為、継続の予定は無くなった。

- ディレクター：橋本 慈之
- プロデューサー：小早川 明、小山 武治
- 製作協力：EXPRESS
- 製作･著作：関西テレビ･京都チャンネル